# 幼稚园 (游戏)
《幼稚园》是一款由Con Man Games和SmashGames一同开发的独立血腥冒险游戏。这款游戏于2017年6月16日开始正式发售，可在Microsoft Windows和macOS平台上游玩。此游戏采用了画素风格，故事舞台则是发生在一所幼稚园。玩家将扮演一名幼稚园学生，与其他同学一起互动、找出同学失踪的哥哥，并揭开这所幼稚园的秘密。
游戏未来也即将置入Xbox One平台中。

## 游戏玩法

游戏以对白方式进行，选择不同的对白可能领至不同的任务和结果。

玩家在游戏中必须扮演一名幼稚园学生。每一个学生：欣蒂（Cindy）、莉莉（Lily）、巴格斯（Buggs）、杰罗姆（Jerome）、曼迪（Monty）和納吉（Nugget）都有着自己的任务，玩家必须跟着顺序逐个完成他们的任务才能够通关。同时完成任务时玩家也必须避免死亡。玩家可能需要多次死亡才能够知道正确的方法，像是在欣蒂的任务中玩家可能会因拿出欣蒂送的花朵而被嫉妒的巴格斯杀死。解决方法有时甚至也可能很复杂，因此玩家必须靠进行不同的动作，获得线索来了解完成任务的需求。
除了主角家中以外，游戏可分为5个环节，分别为：上课前、早晨课堂、吃饭时间、游乐时间和表演秀（Show and Tell）。其中的表演秀中，玩家必须展示出身上所拥有的物品给同学们介绍。如果玩家当时没有任何物品的话，就会被送入校长室并被杀死。每一轮玩家会有5个苹果，一些动作必须消耗苹果才能够进行。玩家在每一轮都必须谨慎地使用。消耗过多可能会使玩家无法顺利地完成任务。
游戏主要为主角与其他角色之间的对白，玩家与其他角色对话时可以选择不同的回复。玩家必须谨慎选择，因为这可能会无意义地消耗苹果或是杀死玩家。作为例子，在上课前，主角在和清洁员对话时如果清洁员开始生气而玩家选择坚持不离开的话就会被杀死。

## 评价
《幼稚园》在Steam上的评价整体都特别好评。Kotaku表示此游戏的拼图有着蛮有趣的概念，且内容相当黑暗搞笑，但玩家必须多次经过同样的对白，这点令人沮丧。而网站El Observator表示此游戏非常有趣，让玩家想要不停探索更多能够找到的内容。不过因当时游戏仍为早期测试版，他们表示游戏有一些错误，且还不能获得最终的结局而有点可惜。Akiba Press则将此游戏称为“变得有点令人不安的可爱游戏”。

## 续作
游戏的最终结局暗示了续作《幼稚园2》。开发者也于2017年10月24日确认此事实，表示会在2018年尾制作完成。游戏中将会添加新角色、新学校、更多任务、更多成就、更好的进度追踪等等。